# Озерищенское сельское поселение
Озерищенское сельское поселение — упразднённое муниципальное образование в составе Дорогобужского района Смоленской области России.
Административный центр — деревня Озерище.
Образовано Законом Смоленской области от 20 декабря 2004 года. Упразднено Законом Смоленской области от 25 мая 2017 года с включением всех входивших в его состав населённых пунктов в Усвятское сельское поселение.

## Географические данные
- Расположение: юго-западная часть Дорогобужского района
- Общая площадь: 155,85 км²
- Граничило:
  - на севере — с Слойковским сельским поселением
  - на северо-востоке — с Дорогобужским городским поселением
  - на востоке — с Княщинским сельским поселением
  - на юге — с Ельнинским районом
  - на западе — с Глинковским районом
  - на северо-западе — с Кузинским сельским поселением
- По территории поселения проходит автомобильная дорога Р137 Сафоново — Рославль.
- Крупная река: Ужа.

## Население
| 2011 | 2012 | 2013 | 2014 | 2015 | 2016 | 2017 |
| ---- | ---- | ---- | ---- | ---- | ---- | ---- |
| 557  | ↘539 | ↘538 | ↘519 | ↘517 | ↘511 | ↘501 |

## Населённые пункты
На территории поселения находилось 11 населённых пунктов:
- Озерище, деревня
- Громаки, деревня
- Давыдово, деревня
- Дягилево, деревня
- Каськово, деревня
- Логиновка, деревня
- Наливки, деревня
- Пензево, деревня
- Селенка, деревня
- Фомино, деревня
- Яковлево, деревня